# Bellbrook
Bellbrook is een plaats (city) in de Amerikaanse staat Ohio, en valt bestuurlijk gezien onder Greene County.

## Demografie
Bij de volkstelling in 2000 werd het aantal inwoners vastgesteld op 7009.
In 2006 is het aantal inwoners door het United States Census Bureau geschat op 6906, een daling van 103 (-1,5%).

## Geografie
Volgens het United States Census Bureau beslaat de plaats een oppervlakte van
8,1 km², geheel bestaande uit land. Bellbrook ligt op ongeveer 275 m boven zeeniveau.

## Geboren
- Jonathan Winters (1925-2013), acteur, komiek

## Plaatsen in de nabije omgeving
De onderstaande figuur toont nabijgelegen plaatsen in een straal van 12 km rond Bellbrook.